# Mestawet Tufa
Mestawet Tufa (* 14. September 1983 in der Provinz Arsi) ist eine äthiopische Langstreckenläuferin.
Die Vizejugendweltmeisterin von 2001 im 3000-Meter-Lauf gewann 2003, 2006 und 2008 den Zevenheuvelenloop über 15 km in Nijmegen. Bei den Crosslauf-Weltmeisterschaften 2006 wurde sie Siebte und holte mit der Mannschaft Gold, bei den Crosslauf-Weltmeisterschaften 2008 gewann sie Silber und erneut Mannschaftsgold.
Bei den Panafrikanischen Spielen 2007 siegte sie im 10.000-Meter-Lauf.

## Bestzeiten
- 3000 m: 8:47,41 min, 11. Juni 2006, Gateshead
- 5000 m: 14:51,72 min, 26. Mai 2007, Hengelo
- 10.000 m: 30:38,33 min, 25. Juni 2008, Nijmegen
- 10-km-Straßenlauf: 31:12 min, 24. Februar 2008, San Juan
- 15 km: 46:57 min, 16. November 2008, Nijmegen
- 20 km: 1:06:29 h, 19. Oktober 2003, Paris